# Citohrom c
Citohromski kompleks  ili cyt c je mali hemoprotein koji je labavo povezan sa unutrašnjom  membranom  mitohondrija. On spada u  proteinsku porodicu citohroma c.  Vrlo je rastvoran u vodi, za razliku od drugih citohroma, i bitna je komponenta u  transportnog lanca elektrona, gde prenosi jedan elektron. Ovaj enzim ima sposobnost vršenja reakcija oksidacije i redukcije, mada ne vezuje kiseonik. Ovaj citohrom prenosi elektrone između kompleksa III (Koenzim Q - Cyt c reduktaze) i IV (Cyt c oksidaze). Kod ljudi, citohrom je kodiran sa CYCS  genom.

## Struktura
Citohrom c je mali protein, koji ima ključnu ulogu u mitohondrijama, tokom  oksidativne fosforilacije, kao prenosnik elektrona (elektronski transporter). Ortolozi citokroma c su prisutni u svim živim bićima, kao mono- i polimeri. Kod ljudi, mutacije u CYCS – genu su mogući uzrok  nedostatka citohroma c i porodične trombocitopenije.
Dok je većina hemnih proteina vezana za prostetičku grupu putem ligacije jona gvožđa i tercijarnih interakcija, hemna grupa citohroma c formira tioetarske veze sa dva cisteinska bočna lanca proteina. Jedno od glavnih svojstava hema c, koje omogućava citohromu c da ima mnoštvo različitih funkcija, je njegova sposobnost poprimanja različitih redukcionih potencijala. To svojstvo određuje kinetiku i termodinamiku reakcija elektronskog transfera.

## Funkcija
Citohrom c je komponenta elektronskog transportnog lanca kod mitohondrija. Hem grupa citohroma c prima elektrone od bc1 komplksa i prenosi ih do kompleksa IV. Citohrom c isto tako učestvuje u inicijaciji apoptoze. Nakon oslobađanja citohroma c u citoplazmu, ovaj protein vezuje apoptotički proteazno aktivirajući faktor-1 (Apaf-1).
Citohrom c može da katalizuje nekoliko redoks reakcija, kao što je hidroksilacija i aromatična oksidacija, i manifestuje peroksidaznu aktivnosti putem oksidacije raznih elektronskih donora kao što je 2,2-azino-bis(3-etilbenztiazolin-6-sulfonska kiselina) (ABTS), 2-keto-4-tiometil butirna kiselina i 4-aminoantipirin.
Bakterijski citohrom c funkcioniše kao nitritna reduktaza.

## Taksonomski značaj
Citohrom c je visoko konzervirani protein u spektru vrsta, a može se naći u biljkama, životinjama i mnogim jednoćelijskim organizmima. Usled svojih malih dimenzija (molekulska težina je oko 12.000 Daltona), pogodan je za kladističke analite. Zato je molekul citohroma ‘’c široko proučavan u evolucionoj biologiji.
Primarne strukture sličnih vrsta razlikuju se samo u nekoliko aminokiselina, što je važan kriterijum za taksonomsku klasifikaciju živih bića i pokazatelj njihovog evolucijskog razvoja.

## Further reading
- Kumarswamy R, Chandna S (2009). „Putative partners in Bax mediated cytochrome-c release: ANT, CypD, VDAC or none of them?”. Mitochondrion. 9 (1): 1—8. PMID 18992370. doi:10.1016/j.mito.2008.10.003.
- Skulachev VP (1998). „Cytochrome c in the apoptotic and antioxidant cascades”. FEBS Letters. 423 (3): 275—80. PMID 9515723. doi:10.1016/S0014-5793(98)00061-1.
- Mannella CA (1998). „Conformational changes in the mitochondrial channel protein, VDAC, and their functional implications”. Journal of Structural Biology. 121 (2): 207—18. PMID 9615439. doi:10.1006/jsbi.1997.3954.
- Ferri KF, Jacotot E, Blanco J, Esté JA, Kroemer G (2000). „Mitochondrial control of cell death induced by HIV-1-encoded proteins”. Annals of the New York Academy of Sciences. 926: 149—64. PMID 11193032. doi:10.1111/j.1749-6632.2000.tb05609.x.
- Britton RS, Leicester KL, Bacon BR (2002). „Iron toxicity and chelation therapy”. International Journal of Hematology. 76 (3): 219—28. PMID 12416732. doi:10.1007/BF02982791.
- Haider N, Narula N, Narula J (2002). „Apoptosis in heart failure represents programmed cell survival, not death, of cardiomyocytes and likelihood of reverse remodeling”. Journal of Cardiac Failure. 8 (6 Suppl): S512—7. PMID 12555167. doi:10.1054/jcaf.2002.130034.
- Castedo M, Perfettini JL, Andreau K, Roumier T, Piacentini M, Kroemer G (2003). „Mitochondrial apoptosis induced by the HIV-1 envelope”. Annals of the New York Academy of Sciences. 1010: 19—28. PMID 15033690. doi:10.1196/annals.1299.004.
- Ng S, Smith MB, Smith HT, Millett F (1977). „Effect of modification of individual cytochrome c lysines on the reaction with cytochrome b5”. Biochemistry. 16 (23): 4975—8. PMID 199233. doi:10.1021/bi00642a006.
- Lynch SR, Sherman D, Copeland RA (1992). „Cytochrome c binding affects the conformation of cytochrome a in cytochrome c oxidase”. The Journal of Biological Chemistry. 267 (1): 298—302. PMID 1309738.
- Garber EA, Margoliash E (1990). „Interaction of cytochrome c with cytochrome c oxidase: an understanding of the high- to low-affinity transition”. Biochimica et Biophysica Acta. 1015 (2): 279—87. PMID 2153405. doi:10.1016/0005-2728(90)90032-Y.
- Bedetti CD (1985). „Immunocytochemical demonstration of cytochrome c oxidase with an immunoperoxidase method: a specific stain for mitochondria in formalin-fixed and paraffin-embedded human tissues”. The Journal of Histochemistry and Cytochemistry. 33 (5): 446—52. PMID 2580882. doi:10.1177/33.5.2580882.
- Tanaka Y, Ashikari T, Shibano Y, Amachi T, Yoshizumi H, Matsubara H (1988). „Construction of a human cytochrome c gene and its functional expression in Saccharomyces cerevisiae”. Journal of Biochemistry. 103 (6): 954—61. PMID 2844747.
- Evans MJ, Scarpulla RC (1988). „The human somatic cytochrome c gene: two classes of processed pseudogenes demarcate a period of rapid molecular evolution”. Proceedings of the National Academy of Sciences of the United States of America. 85 (24): 9625—9. PMC 282819 . PMID 2849112. doi:10.1073/pnas.85.24.9625.
- Passon PG, Hultquist DE (1972). „Soluble cytochrome b 5 reductase from human erythrocytes”. Biochimica et Biophysica Acta. 275 (1): 62—73. PMID 4403130. doi:10.1016/0005-2728(72)90024-2.
- Dowe RJ, Vitello LB, Erman JE (1984). „Sedimentation equilibrium studies on the interaction between cytochrome c and cytochrome c peroxidase”. Archives of Biochemistry and Biophysics. 232 (2): 566—73. PMID 6087732. doi:10.1016/0003-9861(84)90574-5.
- Michel B, Bosshard HR (1984). „Spectroscopic analysis of the interaction between cytochrome c and cytochrome c oxidase”. The Journal of Biological Chemistry. 259 (16): 10085—91. PMID 6088481.
- Broger C, Nałecz MJ, Azzi A (1980). „Interaction of cytochrome c with cytochrome bc1 complex of the mitochondrial respiratory chain”. Biochimica et Biophysica Acta. 592 (3): 519—27. PMID 6251869. doi:10.1016/0005-2728(80)90096-1.
- Smith HT, Ahmed AJ, Millett F (1981). „Electrostatic interaction of cytochrome c with cytochrome c1 and cytochrome oxidase”. The Journal of Biological Chemistry. 256 (10): 4984—90. PMID 6262312.
- Geren LM, Millett F (1981). „Fluorescence energy transfer studies of the interaction between adrenodoxin and cytochrome c”. The Journal of Biological Chemistry. 256 (20): 10485—9. PMID 6270113.
- Favre B, Zolnierowicz S, Turowski P, Hemmings BA (1994). „The catalytic subunit of protein phosphatase 2A is carboxyl-methylated in vivo”. The Journal of Biological Chemistry. 269 (23): 16311—7. PMID 8206937.
- Gao B, Eisenberg E, Greene L (1996). „Effect of constitutive 70-kDa heat shock protein polymerization on its interaction with protein substrate”. The Journal of Biological Chemistry. 271 (28): 16792—7. PMID 8663341. doi:10.1074/jbc.271.28.16792.

## Spoljašnje veze
- The Cytochrome c Protein
- Apoptosis & Caspase 3 – PMAP The Proteolysis Map-animation
- orijentacija proteina u membranama families/superfamily-78 – Calculated orientations of cytochromes c in the lipid bilayer
- Cytochrome+c на 